# Rheum tibeticum
Rheum tibeticum là một loài thực vật có hoa trong họ Rau răm. Loài này được Maxim. ex Hook. f. miêu tả khoa học đầu tiên năm 1886.